# Vanessa Fudalla
Vanessa Fudalla (* 21. Oktober 2001 in Nürnberg) ist eine deutsche Fußballspielerin, die aktuell bei Bayer 04 Leverkusen unter Vertrag steht.

## Persönliches
Fudalla ist im Nürnberger Stadtteil Langwasser aufgewachsen. Ihre Eltern waren selbst aktive Fußballer, ihr jüngerer Bruder spielt beim FC Eintracht Bamberg. Sie besuchte zunächst die Bertolt-Brecht-Schule Nürnberg, war dann während ihres einjährigen Gastspiels in Jena Schülerin am dortigen Staatlichen Sportgymnasium „Joh. Chr. Fr. GutsMuths“ und absolvierte ihr letztes Schuljahr an der zur gemeinnützigen Schulgesellschaft Rahn Education gehörenden Freien Oberschule Leipzig, an dem sie 2021 ihr Abitur ablegte. Anschließend begann sie ein Lehramtsstudium in den Fächern Latein und Sport an der Universität Leipzig. Im Sommer 2023 wechselte sie ins Studienfach Sportmanagement.

## Karriere

### Vereine
Bei der lokalen DJK Langwasser begann Fudalla 2007 mit dem Vereinsfußball. Nach Zwischenstationen bei mehreren Sportvereinen in Nürnberg und Umgebung spielte sie ab 2015 für die B-Juniorinnen des 1. FC Nürnberg. Im Sommer 2017 folgte der Wechsel zur U17-Nachwuchsmannschaft des FC Bayern München.
Noch im selben Jahr gab sie zudem ihr Debüt für die zweite Frauenmannschaft in der Südstaffel der 2. Bundesliga: Am 7. Spieltag (12. November 2017) wurde sie beim 1:1-Remis im Heimspiel gegen den 1. FC Saarbrücken in der 68. Minute für Melanie Kuenrath eingewechselt. Ihr erstes Tor gelang ihr am 18. März 2018 (15. Spieltag) beim 3:1-Sieg im Heimspiel gegen den VfL Sindelfingen mit dem Treffer zum zwischenzeitlichen 2:1 in der 59. Minute. Mit ihrer Mannschaft wurde sie in der nachfolgenden Saison Meister der nun wieder eingleisigen 2. Bundesliga. Insgesamt bestritt sie für Bayern II 33 Zweitligaspiele und schoss dabei 20 Tore.
Zur Saison 2019/20 wurde sie vom Bundesligaaufsteiger FF USV Jena verpflichtet. Ihr Debüt am 17. August 2019 (1. Spieltag) im Heimspiel gegen die TSG 1899 Hoffenheim erfuhr mit 1:5 eine deutliche Niederlage. Ihr erstes Bundesligator erzielte sie am 22. September 2019 (4. Spieltag) beim 2:2-Remis im Heimspiel gegen den 1. FC Köln mit dem Treffer zum Endstand in der 71. Minute per Elfmeter. Von Jena, das die Spielzeit als Tabellenschlusslicht beendete, wurde sie in insgesamt 17 Bundesligaspielen eingesetzt, in denen ihr zwei Tore gelangen.
Nach nur einem Jahr in Jena wechselte sie im Sommer 2020 vom Bundesligaabsteiger zum Zweitligaaufsteiger RB Leipzig, bei dem sie seitdem die erfolgreichste Torjägerin in allen Spielzeiten gewesen ist. In der Saison 2022/23 gewann sie mit Leipzig die Meisterschaft in der 2. Bundesliga und war zudem mit 20 Treffern erfolgreichste Torschützin der beiden höchsten deutschen Spielklassen.
Zur Saison 2025/26 wechselte sie zu Bayer 04 Leverkusen.

### Auswahl-/Nationalmannschaft
Fudalla kam von 2015 bis 2017 in Länder- und Regionalauswahlen Bayerns in den Altersklassen U14, U16 und U18 in insgesamt elf Spielen zum Einsatz, in denen sie sieben Tore erzielte.
Am 28. Oktober 2015 bestritt sie erstmals ein Länderspiel als Nationalspielerin des DFB; mit der U-15-Nationalmannschaft gewann sie das in Bingen am Rhein angesetzte Testspiel gegen die Auswahl Schottlands mit 5:1. Fortan durchlief sie die Nachwuchsnationalmannschaften der Altersklassen U16, U17 und U19. Mit der U-17-Nationalmannschaft nahm sie an der in Litauen ausgetragenen Europameisterschaft 2018 teil. Sie bestritt einschließlich des mit 0:2 gegen die Auswahl Spaniens verlorenen Finales alle fünf Turnierspiele und wurde in das Allstar-Team gewählt. Bei der im Spätherbst 2018 in Uruguay ausgetragenen Weltmeisterschaft bestritt sie alle drei Gruppenspiele und das Viertelfinale des Turniers, in dem ihre Mannschaft mit 0:1 gegen die Auswahl Kanadas unterlag. Für die U19 absolvierte sie drei Spiele in der Qualifikation zur – später abgesagten – Europameisterschaft 2020 in Georgien, in denen ihr sechs Tore gelangen. Am 24. Oktober 2024 nahm sie am ersten Spiel der kurz zuvor reaktivierten U23 teil.

## Erfolge
- Finalist und Wahl ins Allstar-Team bei der U-17-Europameisterschaft 2018
- Meister 2. Bundesliga: 2019 (mit FC Bayern München II), 2023 (mit RB Leipzig)
- Torschützenkönigin der 2. Bundesliga: 2023 (20 Tore)